# 롤리타 플로레스
롤리타 플로레스(Lolita Flores, 1958년 5월 6일 ~ )는 스페인의 가수, 배우이다. 가수 롤라 플로레스의 딸이다.